# Real Sistema General Tailandés de Transcripción
El Real Sistema General Tailandés de Transcripción (en tailandés: การถอดอักษรไทยเป็นอักษรโรมันแบบถ่ายเสียงของราชบัณฑิตยสถาน; en inglés, Royal Thai General System of Transcription, abreviado RTGS) es el sistema oficial para presentar palabras del idioma tailandés utilizando el alfabeto latino, el mismo ha sido publicado por el Real Instituto de Tailandia (ahora la Real Sociedad de Tailandia). Este sistema es utilizado en los carteles indicadores viales y en publicaciones del gobierno tailandés. Es lo más parecido a un estándar de transcripción del tailandés, aunque su uso, aún por las oficinas del gobierno, es inconsistente.

## Tabla de transcripción
Para las consonantes, la transcripción es diferente dependiendo de su ubicación en la sílaba. En la sección sobre vocales un guion ("–") indica la posición relativa de la consonante inicial perteneciente a la vocal.
| Letra | Posición inicial | Posición final |
| ----- | ---------------- | -------------- |
| ก     | k                | k              |
| ข     | kh               | k              |
| ฃ     | kh               | k              |
| ค     | kh               | k              |
| ฅ     | kh               | k              |
| ฆ     | kh               | k              |
| ง     | ng               | ng             |
| จ     | ch               | t              |
| ฉ     | ch               | -              |
| ช     | ch               | t              |
| ซ     | s                | t              |
| ฌ     | ch               | -              |
| ญ     | y                | n              |
| ฎ     | d                | t              |
| ฏ     | t                | t              |
| ฐ     | th               | t              |
| ฑ     | th               | t              |
| ฒ     | th               | t              |
| ณ     | n                | n              |
| ด     | d                | t              |
| ต     | t                | t              |
| ถ     | th               | t              |
| ท     | th               | t              |
| ธ     | th               | t              |
| น     | n                | n              |
| บ     | b                | p              |
| ป     | p                | p              |
| ผ     | ph               | -              |
| ฝ     | f                | -              |
| พ     | ph               | p              |
| ฟ     | f                | p              |
| ภ     | ph               | p              |
| ม     | m                | m              |
| ย     | y                | -              |
| ร     | r                | n              |
| ฤ     | rue, ri, roe     | -              |
| ฤๅ    | rue              | -              |
| ล     | l                | n              |
| ฦ     | lue              | -              |
| ฦๅ    | lue              | -              |
| ว     | w                | -              |
| ศ     | s                | t              |
| ษ     | s                | t              |
| ส     | s                | t              |
| ห     | h                | -              |
| ฬ     | l                | n              |
| ฮ     | h                | -              |

| Letra                     | Romanización |
| ------------------------- | ------------ |
| –ะ, –ั, รร (con final), –า | a            |
| รร (sin final)            | an           |
| –ำ                        | am           |
| –ิ, –ี                      | i            |
| –ึ, –ื                      | ue           |
| –ุ, –ู                      | u            |
| เ–ะ, เ–็, เ–               | e            |
| แ–ะ, แ–                   | ae           |
| โ–ะ, –, โ–, เ–าะ, –อ      | o            |
| เ–อะ, เ–ิ, เ–อ             | oe           |
| เ–ียะ, เ–ีย                 | ia           |
| เ–ือะ, เ–ือ                 | uea          |
| –ัวะ, –ัว, –ว–              | ua           |
| ใ–, ไ–, –ัย, ไ–ย, –าย      | ai           |
| เ–า, –าว                  | ao           |
| –ุย                        | ui           |
| โ–ย, –อย                  | oi           |
| เ–ย                       | oei          |
| เ–ือย                      | ueai         |
| –วย                       | uai          |
| –ิว                        | io           |
| เ–็ว, เ–ว                  | eo           |
| แ–็ว, แ–ว                  | aeo          |
| เ–ียว                      | iao          |